# Emanuel González
Emanuel Franco González Da Luz (* 12. Januar 1996 in Montevideo) ist ein uruguayischer Fußballspieler.

## Karriere
Der 1,78 Meter große Defensivakteur Emanuel González steht mindestens seit der Saison 2014/15 im Kader der Profimannschaft von Liverpool Montevideo. In jener Zweitligaspielzeit debütierte er am 13. September 2014 beim 3:0-Auswärtssieg gegen den Club Atlético Torque in der  Segunda División, als er von Trainer Alejandro Apud in die Startelf beordert wurde. Bis zum Saisonende, an dem sein Verein in die höchste uruguayische Spielklasse aufstieg, absolvierte er insgesamt 18 Zweitligaspiele und erzielte zwei Treffer. In der Erstligasaison 2015/16 und darüber hinaus wurde er bislang (Stand: 10. Februar 2017) nicht in der Primera División eingesetzt.